# Odo keyserlingi
Odo keyserlingi is een spinnensoort in de taxonomische indeling van de stekelpootspinnen (Zoridae).
Het dier behoort tot het geslacht Odo. De wetenschappelijke naam van de soort werd voor het eerst geldig gepubliceerd in 1955 door Otto Kraus.